# Emma Cumming
Emma Cumming, née le 20 février 1998 à Invercargill, est une coureuse cycliste néo-zélandaise. Spécialisée dans les épreuves de sprint sur piste, elle a été plusieurs fois médaillée lors des Jeux du Commonwealth et des championnats d'Océanie. 

## Palmarès

### Championnats du monde
| Édition / Épreuve     | Keirin | Vitesse individuelle | Vitesse par équipes       |
| Astana 2015 (juniors) |        |                      | Argent                    |
| Aigle 2016 (juniors)  |        |                      | Or (avec Ellesse Andrews) |
| Apeldoorn 2018        | 21e    | 23e                  | 5e                        |

### Jeux du Commonwealth
| Édition / Épreuve | 500 mètres | Vitesse par équipes |
| Gold Coast 2018   | Bronze     | Argent              |

### Championnats d'Océanie
| Édition / Épreuve           | 500 mètres | Keirin | Vitesse individuelle | Vitesse par équipes       | Scratch |
| Adélaïde 2014 (juniors)     | Bronze     | Bronze |                      |                           |         |
| Invercargill 2015 (juniors) |            | Argent | Argent               | Or (avec Ellesse Andrews) | Argent  |
| Melbourne 2016              | Argent     | Bronze | 7e                   | Argent                    |         |
| Cambridge 2017              |            | 7e     | 6e                   | Argent                    |         |
| Adélaïde 2018               | Argent     |        |                      | Argent                    |         |

### Championnats de Nouvelle-Zélande
- 2017
  - 2e du 500 mètres
  - 3e de la vitesse
- 2021
  -  Championne de Nouvelle-Zélande de vitesse par équipes